# PROM-1

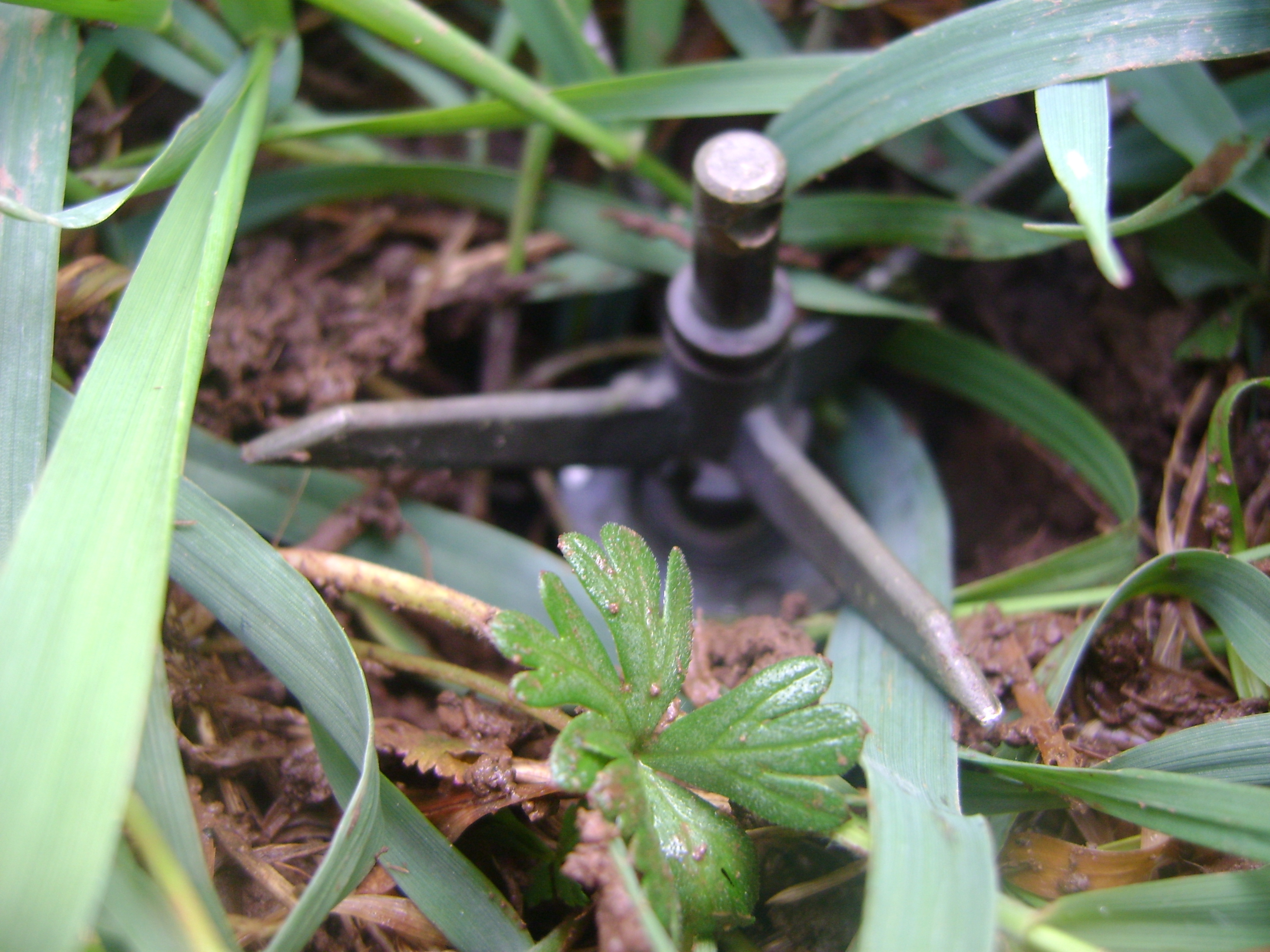
Zünder der PROM-1 im Gelände, ohne Stolperdraht

Die PROM-1 (Protupješačka Rasprskavajuća Odskočna Mina-1; zu deutsch etwa: Antipersonen-Splitterspringmine-1) ist eine Springmine, die in Ex-Jugoslawien produziert und während der Jugoslawienkriege eingesetzt wurde.

## Beschreibung
Die Mine hat einen grünen, zylindrischen Stahlkörper mit glatter Außenhaut und ähnelt in Form und Größe einer Bierflasche. Oben mittig ragt der eingeschraubte Zug-Druck-Zünder heraus, dessen vier abstehende Stahlstifte die Druckfläche bilden. Als Zünder dient standardmäßig der UPROM-1, in geringen Fällen auch der UPMR-3 der PMR-3.

## Funktion
Nach dem Verlegen des Minenkörpers wird der Sicherungskragen entfernt, wodurch der Auslöser auf der Oberseite zur Bewegung freigegeben wird.
Der Zünder löst aus, sobald der mit Stahlstiften versehene Auslöser an der Spitze durch Zug am Stolperdraht von ca. 3 kg in eine beliebige Richtung abgekippt oder durch Druck von ca. 9 kg von oben eingedrückt wird. Dadurch wird eine Spannhülse mit Aussparungen nach unten gedrückt, die die Schlagbolzenfeder spannt. Nachdem die Hülse weit genug bewegt wurde fallen die Sicherungskugeln im Zünder in vorbereitete Öffnungen und geben so den Schlagbolzen frei, der auf ein Anzündhütchen schlägt und so eine Treibladung zündet, die den Oberteil der Mine von der Bodenplatte abreißt und in die Luft schleudert. Beide Teile bleiben durch ein ca. 50 cm langes Kabel verbunden, das sich straff zieht, sobald die Mine hoch genug geflogen ist (70 bis 80 cm). Das Kabel zieht eine stichempfindliche Sprengkapsel in eine feste Zündnadel hinein, wodurch die Hauptsprengladung zur Detonation gebracht wird.
Der mit internen Sollbruchstellen versehene Minenkörper zerfällt bei der Explosion der Hauptladung in eine große Anzahl Splitter, die in einem Umkreis von 360° und bis auf eine Entfernung von etwa 100 Metern wirken. Personen in einem Umkreis von 22 Metern um den Detonationspunkt werden mit hoher Wahrscheinlichkeit getötet, bis zu einer Entfernung von 50 Metern ist insbesondere bei ungeschützten Zielen mit schweren Verletzungen zu rechnen.

## Räumung und Vorfälle
Die PROM-1 gilt als die gefährlichste Mine im ehemaligen Jugoslawien und ist für rund 80 % aller tödlichen Minenunfälle seit Kriegsende verantwortlich. Nahezu jährlich kommt es im Bereich ehemaliger Konfrontationslinien und Stellungen zu tödlichen Zwischenfällen.
Die Mine stellt selbst Jahre bis Jahrzehnte nach Kriegsende noch eine erhebliche Gefahr für die Zivilbevölkerung und Kampfmittelräumtrupps im ehemaligen Jugoslawien dar. Durch Witterungseinflüsse kann der ohnehin sensible Zünder noch gefährlicher werden, zudem sind die Auslösedrähte inzwischen in die Vegetation eingewachsen und kaum lokalisierbar. Oftmals wurden mehrere PROM-1 miteinander durch Auslösedrähte verbunden um eine höchstmögliche Sperrwirkung zu erzielen. Da der Großteil der Mine aus Stahl gefertigt ist, ist sie leicht durch Metallsuchgeräte zu detektieren. Aufgrund der Gefahr durch Auslösedrähte ist der Einsatz von Minensuchhunden zu gefährlich; so wurden am 23. April 1998 bei Ljubinje (Bosnien) ein Suchhund und der Hundeführer durch die Explosion einer durch den Hund ausgelösten PROM-1 getötet, zwei weitere Minenräumer erlitten schwere Verletzungen. Das mit Metallsuchgeräten abzusuchende Gelände wird deshalb vorher mit Stolperdrahtfühlern überprüft. Dennoch müssen Minenräumer auch hier beachten, dass kleinere (und u. U. metallfreie) Antipersonenminen entlang der Stolperdrähte verlegt sein können, um Räumarbeiten weiter zu erschweren. Im April 1999 wurden im ostkroatischen Vukovar bei der Bewirtschaftung eines Feldes, welches durch PROM-1 vermint war, ein Mann getötet und ein weiterer verletzt. Der Bruder des Getöteten, der diesen zu erreichen versuchte, wurde durch die Auslösung einer weiteren PROM-1 ebenfalls tödlich verletzt. Am 10. April 2000 wurden im Gebiet des Berges Trebević, am südlichen Stadtrand von Sarajevo, drei spielende Kinder durch die Explosion einer PROM-1 getötet. Es handelte sich dabei um den bis dahin opferreichsten einzelnen Minenunfall seit Ende des Krieges.
Im Jahr 2008 starben alleine in Bosnien sechs Minenräumer bei Entschärfungsversuchen dieses Minentyps, drei weitere wurden lebensgefährlich verletzt. Weitere tödliche Unfälle mit PROM-1-Minen ereigneten sich bei Räumversuchen unter anderem im November 2009 in Vitez, im Dezember 2009 in Doboj, im Januar 2010 nahe Zadar, im September 2010 bei Dabar, im August 2014 in Maglaj, im März 2016 in Usora, im April 2016 bei Gospić, im Oktober 2016 in Brod-Posavina, im Dezember 2016 bei Zadar und im Februar 2023 in Lika-Senj.
Im November 2016 starb ein Zivilist durch die Explosion einer PROM-1 bei Pelagićevo im Norden Bosniens, in einem Gebiet, das weder als Minengelände eingestuft, noch mit Minengefahrzeichen gekennzeichnet war. 2021 und 2023 starben in Bosnien mindestens drei Zivilisten, darunter zwei Jäger, als sie in ländlichen Gebieten und nahe ehemaliger Konfrontationslinien PROM-1-Minen auslösten.
Aufgrund ihrer Gefährlichkeit und wegen der Möglichkeit improvisierter Aufnahmesicherungen (Sprengfallen gegen Räumversuche) werden diese Minen nach Entdeckung aus Sicherheitsgründen vornehmlich berührungsfrei an Ort und Stelle gesprengt. Eine händische Entschärfung müsste durch eine Fixierung des Zünderhalses, einer anschließenden Kappung von vorhandenen Auslösedrähten und Abschrauben des Zünders vom Minenkörper erfolgen; aufgrund des durch Witterungseinflüssen unbekannten Zustandes des Zünders eine nicht berechenbare und lebensgefährliche Aufgabe. Die Sprengkapsel der Hauptladung ist intern verbaut und nur durch Zerlegen des Minenkörpers zugänglich.

## Filme
Die Mine PROM-1 kommt in folgenden Filmen vor;
- No Man’s Land
- Im Fadenkreuz – Allein gegen alle
- Neprijatelj – The Enemy